# Max Codinach Sendra
Max Codinach Sendra (Barcelona, 1999) és un poeta i cantant català.
Max Codinach és un poeta, que treballa de llibreter, col·labora en mitjans com La Directa i també amb revistes efímeres en el temps com ara Turbamulta. Ha escrit diversos relats i microrelats, molts dels quals han estat guardonats amb premis. També fou un dels poetes convidats al 37è Solstici d'Estiu de la Fundació ACA l'any 2021.
Cantant i lletrista de Gavina.mp3, guardonat amb el 1r premi Sona9 de la 24a edició (2024).

## Reconeixements
- 44è Premi Vila de Martorell (2019)[4]
- 39è Premi Gabriel Ferrater de poesia dels Premis Literaris del Baix Camp per a joves (2021)[5]
- IV Certamen Art Jove de poesia Salvador Iborra, amb el llibre Els angles del vent, publicat per Viena Edicions (2022)[6]